# Тетраборид триниобия
Тетраборид триниобия — бинарное неорганическое соединение металла ниобия и бора 
с формулой Nb3B4,
серые кристаллы,
не растворимые в воде.

## Получение
- Сплавление стехиометрической смеси ниобия и бора:

{\displaystyle {\mathsf {3Nb+4B\ {\xrightarrow {T}}\ Nb_{3}B_{4}}}}

## Физические свойства
Тетраборид триниобия образует серые кристаллы
ромбической сингонии,
пространственная группа I mmm,
параметры ячейки a = 0,33033 нм, b = 1,4076 нм, c = 0,31428 нм, Z = 2